# Penstemon clevelandii
Penstemon clevelandii är en grobladsväxtart som beskrevs av Samuel Frederick Gray. Penstemon clevelandii ingår i släktet penstemoner, och familjen grobladsväxter.

## Underarter
Arten delas in i följande underarter:
- P. c. clevelandii
- P. c. connatus
- P. c. mohavensis